# Xenorma cytheris
La Xenorma cytheris es una polilla de la familia Notodontidae. Fue descrita por Warren en 1909. Está ampliamente distribuido en Centroamérica, desde Veracruz, México, al sur hasta Costa Rica.
Los adultos tienen marcas amarillas amarillas y posteriores en un color café oscuro y marrón.